# پودر سیر
پودر سیر ادویه‌ای است که از سیر خشک شده به دست می‌آید و در آشپزی برای افزایش طعم استفاده می‌شود. فرایند تهیه پودر سیر شامل خشک کردن و آبگیری سبزیجات و سپس پودر کردن آن از طریق ماشین آلات یا لوازم خانگی بسته به مقیاس تولید است. پودر سیر جزء رایج مخلوط ادویه است. همچنین جزء رایج نمک چاشنی شده است.

## تولید

### کشت
دو نوع سیر وجود دارد: گردن نرم (Allium Sativum Sativum) و گردن سخت (Allium Sativum Ophioscorodon). اعتقاد بر این است که انواع سیر سفت دارای طعم بیشتری نسبت به سیرهای Soft Neck هستند که با طعم تند و پیچیده‌تری نسبت به سایر رشته‌های سیر مشخص می‌شود. در حالی که سیر سخت در هوای سرد شکوفا می‌شود، به دلیل زمان طولانی بهاری شدن، به نظر می‌رسد یقه نرم در آب و هوای گرم بهتر رشد می‌کند. تمایز بین سیر سخت و نرم از طریق وجود یک منظره (ساقه گل) انجام می‌شود. گونه سیری که بیشتر برای پودر کردن استفاده می‌شود، نوع Softneck است. به دلیل عطر و طعم کمتر پیچیده، گونه‌های Softneck بیشتر به عنوان چاشنی یا ادویه در ظروف مناسب هستند و همچنین طول عمر بیشتری نسبت به انواع Hardneck دارند.
حبه‌های سیر زمانی که در اواسط پاییز، در مکانی با نور فراوان خورشید کاشته شوند، رشد می‌کنند. در مناطق گرمسیری، سیر با موفقیت در هنگام کاشت در پاییز رشد می‌کند، در اوایل تابستان بالغ می‌شود و در اواخر پاییز در مناطق خنک تر کاشته می‌شود تا در اواخر تابستان برداشت شود. پیازهای بزرگ‌تر شکافته شده و در خاک قرار می‌گیرند، در حدود ۱۰ تا ۱۵ سانتی‌متر از هم فاصله دارند و ۷٫۵ سانتی‌متر عمق دارند و انتهای نوک تیز آن رو به بالا است. سیر Softneck و Hardneck به‌طور یکسان کاشته می‌شوند، با این حال سیرهای Softneck بیشتر برای آب و هوای گرم تر مناسب هستند.
سیر باید در زمان خاصی برداشت شود تا از پوسیدگی سبزی جلوگیری شود و همچنین رشد هر پیاز در پوست به حداکثر برسد. سیر سبز نشان دهنده برداشتی است که قبل از رسیدن حبه‌ها انجام شده‌است، سیر «نرم» اصطلاحی است که به سیر برداشت شده‌ای گفته می‌شود که کاملاً رشد یافته‌است، در حالی که سیر آسیب دیده با ظاهری کاراملی در داخل، خیلی دیر برداشت شده‌است و نتیجه یخ زدگی هنگامی که رنگ برگها زرد شد، برداشت ممکن است آغاز شود.

### ساخت

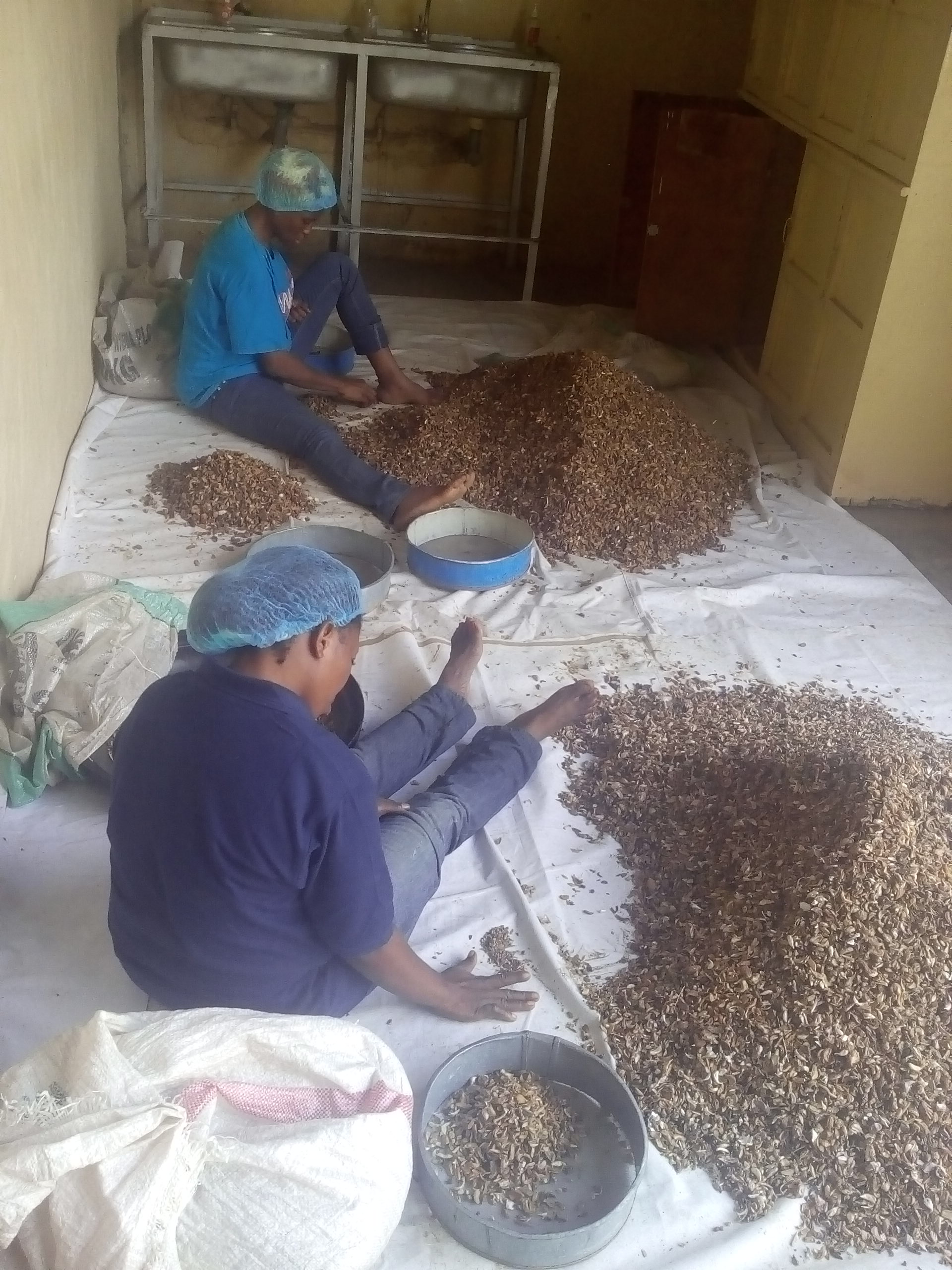
زنان غلاف‌های خشک شده سیر را مرتب می‌کنند تا به پودر سیر تبدیل شوند

حبه‌های سیر را پوست کنده و برش می‌دهیم. در بیشتر موارد، سیر را تا دمای بین ۱۵۰ تا ۱۶۰ درجه حرارت می‌دهند درجه سانتی گراد (~۳۰۰–۳۲۰ درجه فارنهایت). آب به رطوبت حدود ۶٫۵٪ حذف می‌شود. سپس سیر خشک شده بیشتر برش داده، خرد شده یا خرد می‌شود تا زمانی که پودر به اندازه ذرات مورد نظر کاهش یابد.
تولید پودر سیر در مقیاس بزرگتر شامل مراحل مختلفی است، از استخراج پیاز سیر تا بسته‌بندی پودر نهایی. پس از برداشت سیر خام، پیازها را تحت فشار ملایم تمیز می‌کنند تا پوست جدا شود و حبه‌ها جدا شوند. سپس سیر با هر دو روش تاریخی و جدید توسعه یافته آبگیری می‌شود. در حالی که روش‌های قدیمی، مانند استفاده از عناصر طبیعی خورشید و باد برای تبخیر آب از مواد غذایی هنوز در بسیاری از نقاط جهان مورد استفاده قرار می‌گیرند، فن‌آوری جدید روش‌های انعطاف‌پذیرتر و مقرون به صرفه‌تر مانند خشک کردن در خلاء و انجماد را امکان‌پذیر کرده‌است. هنگامی که حبه‌های سیر خشک و کم‌آب می‌شوند، با استفاده از دستگاه‌های مقیاس بزرگ و واحدهای پودری پودر می‌شوند.

نمودار ماشین فرز

آسیاب فرایند استفاده از عمل مکانیکی برای تجزیه مواد از طریق برش چرخشی است. از آنجایی که فرآوری پودر به‌طور کلی شامل مواد افزودنی است و در مقیاس بزرگ انجام می‌شود، فرایند آسیاب مواد را به اندازه مورد نیاز برای تأمین کنندگان تجزیه می‌کند. آسیاب ممکن است به یک سری مراحل نیاز داشته باشد، از تراکم زدایی تا آسیاب ریز. این چهار جزء شامل Delumpers، Conica l Mills, Hammermills و چرخکردن می‌باشد. صنعت پودر سیر از ماشین آلات آسیاب برای پیشرفت در تولید در مقیاس بزرگ استفاده می‌کند. سیستم‌های یکپارچه دستگاه شامل تغذیه و اندازه‌گیری، الک، انتقال و جمع‌آوری گرد و غبار می‌باشد. دستگاه اصلی دیگری که در فرایند تولید پودر سیر مورد استفاده قرار می‌گیرد دستگاه آبگیری خلاء است که تمام رطوبت سبزیجات را بدون خراب شدن رنگ، عطر و طعم می‌گیرد. خشک کردن انجمادی نیز در صنعت سیر به عنوان جایگزینی برای خشک کن‌های خلاء استفاده می‌شود.
در هند در مقیاس ۳۰۰ تن پودر سیر در سال، نیروی انسانی مورد نیاز برای راه اندازی ماشین آلات و مشرف به واحدهای تولیدی ۱۲ نفر است. برآورد برای این مقیاس تولید حدود دو کارگر ماهر، دو کارگر نیمه ماهر و هشت کارگر کمکی است.

### مناطق
تقریباً ۳۰۰ نوع سیر در سراسر جهان تولید می‌شود. مناطق بازار سیر شامل آمریکای شمالی، اروپا و آسیا و اقیانوسیه است. در چین، که بیشترین مقدار سیر را تولید می‌کند، پنج استان اصلی وجود دارد که سیر در آنها کشت می‌شود، از جمله شاندونگ، هنان، جیانگسو، یوننان و هبی. از آنجایی که انواع گردن نرم در آب و هوای گرم‌تر که زمستان‌ها معتدل است، شکوفا می‌شوند، استان‌های چین برای برداشت و تولید پودر سیر مناسب هستند.

### بازار
بازار پودر سیر را می‌توان بر اساس منبع، بسته‌بندی، استفاده نهایی و کانال‌های توزیع به چند بخش تقسیم کرد. بازیگران کلیدی بازار در صنعت پودر سیر شامل برخی از تولیدکنندگان و تأمین کنندگان مشهور جهان مانند مک‌کورمیک، Garlico، مارس اینکورپوریتد و آمازون می‌باشد.
چین بزرگ‌ترین تولیدکننده پودر سیر است و پس از آن هند، هر دو کشور پودر سیر را به عنوان بخشی از غذاهای بومی خود مصرف می‌کنند و صدها تأمین کننده داخلی خود را در داخل کشورها دارند.

## استفاده

### تاریخچه
در حالی که هنوز در مورد منشأ دقیق سیر تردید وجود دارد، اعتقاد بر این است که منشأ آن در آسیای مرکزی، جنوب آسیا یا جنوب غربی سیبری است. سیر در ایتالیا و جنوب فرانسه به‌طور وحشی رشد می‌کند، اما عمدتاً در چین رشد می‌کند که ۲۰٫۰ میلیون تن سیر در سال (۸۰٪ از کل تولید) را تشکیل می‌دهد. سیر هزاران سال است که ماده ای مورد استفاده بوده‌است و اهداف زیادی از کاربردهای دارویی گرفته تا شیوه‌های آشپزی و معنوی داشته‌است. خواص تغذیه ای سیر فواید زیادی برای استفاده انسان ایجاد کرده‌است و طیف وسیعی از اهداف را ارائه می‌دهد.

### استفاده در آشپزی
استفاده از سیر به عنوان یک غذا منشا باستانی در آسیا دارد. سیر برای قرن‌ها به عنوان یک غذای کامل و به عنوان یک طعم دهنده استفاده می‌شود. سیر را می‌توان به روش‌های مختلفی دستکاری کرد تا دو محصولی مانند پودر، روغن و نمک ایجاد کند تا غذاها را هم از نظر مواد مغذی و هم از نظر طعم بهبود بخشد. پودر سیر یک افزودنی رایج به غذاهای سنتی آسیای مرکزی و کشورهای اروپایی است، زیرا طعم سیر را بدون زحمت تهیه سبزی تازه فراهم می‌کند و ماندگاری طولانی‌تری برای نگهداری دارد.

### ذخیره‌سازی
بسته به شرایط نگهداری، پودر سیر به‌طور کلی تا ۴ سال در شرایط خوبی باقی می‌ماند. پودرهای سیر تولیدی تاریخ «بهترین استفاده تا قبل» را روی آنها چاپ شده‌است تا تخمینی برای مدت زمانی که پودر از نظر طعم و بافت در اوج خواهد بود ارائه دهد. پودر سیر را باید در جای خشک و خنک نگهداری کرد تا از تجمع پودر جلوگیری شود. اگر پودر در معرض رطوبت یا گرما قرار گیرد، می‌تواند باعث سفت شدن یا جمع شدن محصول شود. سیر تازه تا نیم سال به عنوان یک پیاز کامل، و اگر یک حبه پوست کنده باشد تا یک ماه رسیده باقی می‌ماند، در حالی که سیر کم‌آب می‌تواند سال‌ها باقی بماند.

## ترکیب و تغذیه
پودر سیر ۷۳ درصد کربوهیدرات (شامل ۹ درصد فیبر رژیمی)، ۱۷ درصد پروتئین، ۱ درصد چربی و ۶ درصد آب است. در یک مقدار مرجع ۱۰۰ گرم، پودر سیر ۳۳۲ کالری را تأمین می‌کند و منبعی غنی (۲۰٪ یا بیشتر از ارزش روزانه، DV) ویتامین C (30% DV)، تیامین (31% DV)، ویتامین B6 (147) است. % DV)، و چندین ماده معدنی غذایی.